# Удрякбашевский сельсовет
Удрякбашевский сельсовет — муниципальное образование в Благоварском районе Башкортостана.

## История
1981 год
Указ Президиума Верховного Совета Башкирской АССР от 26 ноября 1981 г. № 6-2/464 «О перечислении поселка 4-го отделения совх. „Смычка“ из Удрякбашевского с/с Благоварского района в состав Шингак-Кульского с/с Чишминского района»
2004 год
Согласно «Закону о границах, статусе и административных центрах муниципальных образований в Республике Башкортостан» имеет статус сельского поселения.

## Население
| 2002 | 2009  | 2010 | 2012 | 2013 | 2014 | 2015 |
| ---- | ----- | ---- | ---- | ---- | ---- | ---- |
| 1071 | ↗1111 | ↘998 | ↘974 | ↘940 | ↘930 | ↘897 |
| 2016 | 2017  |      |      |      |      |      |
| ↗898 | ↘887  |      |      |      |      |      |

## Состав сельского поселения
| № | Населённый пункт | Тип населённого пункта       | Население |
| - | ---------------- | ---------------------------- | --------- |
| 1 | Удрякбаш         | село, административный центр | ↘540      |
| 2 | Куллекул         | деревня                      | ↘153      |
| 3 | Таллыкуль        | деревня                      | ↘88       |
| 4 | Шамеево          | деревня                      | ↗87       |
| 5 | Бузоулык         | деревня                      | ↗84       |
| 6 | Яланкуль         | деревня                      | ↘43       |
| 7 | Камышлы          | деревня                      | ↘3        |
| 8 | Хайдарово        | деревня                      | ↘0        |
| 9 | Япаркуль         | деревня                      | →0        |